# Брицький Петро Павлович
Брицький Петро Павлович (5 лютого 1931, с. Лисанівці — 21 вересня 2020, Чернівці) — український історик, публіцист, доктор історичних наук, професор Чернівецького національного університету ім. Юрія Федьковича.

## Біографія
Народився на Поділлі в с. Лисанівці. До війни закінчив три класи. В період німецької окупації школа не працювала. Навчання у шостому класі загальноосвітньої школи в 1946—1947 рр. перервав голод. Згодом навчався у школі фабрично-заводського навчання (ФЗН) у Львові за спеціальністю столяра. В 1948 р. екстерном склав екзамени з похвальною грамотою за неповну середню школу (7 класів). У 1948—1951 рр. навчався в Станіславській фельдшерській школі (тепер Івано-Франківськ), яку закінчив з відзнакою. Працював фельдшером. У 1951—1954 рр. служив у Радянській Армії. Після звільнення у запас працював за спеціальністю і за сумісництвом в 1957—1959 рр. — вчителем історії в Лопушнянській восьмирічній школі Вижницького району. В 1960—1961 рр. був на партійній роботі. У 1961 р. закінчив історичний факультет Чернівецького державного університету.

## Педагогічна, наукова діяльність
З 1962 по 1975 рр. працював на педагогічній роботі в школах м. Вижниця Чернівецької області, в тому числі шість років (1967—1973) — директором Вижницької загальноосвітньої школи-інтернату. В 1973-75 роках працював учителем історії в Вижницькій СШ №2. Паралельно на громадських засадах з 1963 р. був відповідальним секретарем товариства «Знання» Вижницького району, після чого, теж на громадських засадах, з 1965 р.- головою профспілки вчителів Вижницького району. З грудня 1975 по грудень 1976 р. навчався в аспірантурі Інституту історії Академії Наук УРСР, де у 1977 р. захистив кандидатську дисертацію. Згодом там само з 1982 по 1984 роки був у докторантурі. З січня 1977 р. працює у Чернівецькому національному університеті ім. Юрія Федьковича. Нині професор кафедри історії України. Дисертацію доктора історичних наук захистив на засіданні спеціалізованої вченої ради у Білоруському державному університеті.

## Громадська діяльність
П. П. Брицький член спеціалізованої вченої ради у Чернівецькому національному університеті ім. Ю. Федьковича із захисту кандидатських і докторських дисертацій з історичних наук; член правління Чернівецької обласної організації товариства «Знання»; член редколегії і науковий редактор Чернівецького обласного відділення пошуково-видавничого агантства «Книга Пам'яті України».

## Наукові інтереси вченого
Сфера наукових інтересів Петра Брицького — історія України та всесвітня історія ХХ століття. Автор 4-х індивідуальних монографій, 9-ти у співавторстві, 4-х брошур і понад 150 наукових статей. Серед них:
- Брицкий П.Интернациональная солидарность в борьбе с фашизмом. — Львів: Вища школа. 1980;
- Брицкий П. Помощь стран социализма в подготовке кадров для освободившихся государств.- Львів: Вища школа, 1986;
- Брицкий П.Антифашистская солидарность в годы Второй мировой войны (1939—1945) (авт. кол. А Волковинский, В. Клоков, В. Коваль, М. Семиряга. — Київ: Наукова думка, 1987);
- Брицкий П. Научно-техническое сотрудничество СССР с развивающимися странами // Москва,1991;
- Брицький П. Україна у Другій світовій війні (1939—1945.- Чернівці,1995;
- Утворення СРСР: радянський стереотип та історико-правова дійсність (співавт. Є. П. Юрійчук).-Чернівці: Знання, 2002;
- Брицький П. Організація українських націоналістів та Українська повстанська армія.-Чернівці: Рута, 2002;
- Політика і особа Петра Болбочана в українській революції: матеріали до курсу "Політична історія України ХХ ст.; ЧНУ ім. Ю. Федьковича (співавт. Є. П. Юрійчук). — Чернівці: Рута, 2004;
- Жертва української революції. Трагічна доля полковника П. Болбочана (співавт. Є. Юрійчук).- Чернівці: Золоті литаври, 2005;
- Буковинці на дипломатичній службі: УНР та ЗУНР (співавт. О. Добржанський) Чернівці: Золоті литаври, 2007;
- Буковинці у боротьбі за українську державність (1917—1922 рр.) (співавт. О. В. [Добржанський, Є. П. Юрійчук).- Чернівці: Золоті литвари, 2007.

## Відзнаки
П. П. Брицький нагороджений грамотами Міністерства освіти, Правління Всеукраїнської організації товариства «Знання», в 2007 р. Указом Президента України — орденом «За заслуги» ІІІ ступеня за дослідження голодомору 1932—1933 років.